# نظریه ارزش
در اخلاق و علوم اجتماعی، نظریه ارزش (به انگلیسی: Value theory) شامل رویکردهای مختلفی است که بررسی می‌کند انسان‌ها چگونه، چرا، و تا چه اندازه به چیزها ارزش می‌دهند و اینکه آیا موضوع یا موضوع ارزش‌گذاری شخص، ایده، شی یا هر چیز دیگری است. در فلسفه، آن را به عنوان اخلاق یا ارزش‌شناسی نیز می‌شناسند.
به‌طور سنتی، تحقیقات فلسفی در نظریه ارزش به دنبال درک مفهوم «خوب» بوده‌است. امروزه، برخی از کارها در نظریه ارزش بیشتر به سمت علوم تجربی گرایش پیدا کرده‌اند و آنچه را که مردم برایشان ارزش قائل هستند ثبت می‌کنند و تلاش می‌کنند تا بفهمند چرا آنها برای آن در زمینه روانشناسی، جامعه‌شناسی و اقتصاد ارزش قائل هستند.